# Koudekerke
Koudekerke es una localidad del municipio de Veere, en la provincia de Zelanda (Países Bajos). Está situada a unos 3 km de Flesinga.
Históricamente, Koudekerke fue la unión entre dos líneas de ferrocarril de la provincia, Flesinga-Domburgo y el desvío a Middleburg. Aún quedan en pie como recuerdo de su construcción el depósito, la estación y las casas de los trabajadores.
Contó con municipio propio hasta el 1 de julio de 1966.